# Krzyż Wielkopolski
Krzyż Wielkopolski (udtale:  [ˈkʂɨʂ vʲɛlkɔˈpɔlskʲi], tysk: Kreuz (Ostbahn)  er en by i den nordvestlige del af  voivodskabet Storpolen i  den vestlige centrale del af Polen. Byen   har 6.017(2021) indbyggere og et areal på 5,83 km², og er en del af  powiatet Czarnków-Trzcianka. Den er et vigtigt jernbaneknudepunkt, hvor to store linjer krydser: Berlin-Bydgoszcz og Poznań-Szczecin forbindelserne.

## Historie
Som en del af det historiske Storpolen, dvs. den polske stats vugge, har området været en del af Polen siden dets oprettelse i det 10. århundrede under Piast-dynastiet. Efter fragmenteringen af Polen i mindre provinshertugdømmer udgjorde den en del af Hertugdømmet Storpolen, og senere blev den annekteret af Kongeriget Preussen.
Fra 1847 til 1848 blev linjen for Stargard-Posen Jernbaneselskab bygget gennem området. I 1848 begyndte opførelsen af en jernbanestation ved det planlagte kryds på linjen Küstrin (Kostrzyn nad Odrą)-Posen (Poznań), med en receptionsbygning bygget i klassisk stil. Byen skylder sin eksistens til jernbanen, som først udviklet efter 1848, da Poznań-Szczecin-linjen blev åbnet, der krydsede den preussiske østbane. Faktisk afspejler dens navn (Krzyż og Kreuz det  danske ord kryds) det faktum, at jernbanelinjer krydser der.